# Behaviour Interactive
Behavior Interactive Inc. es una empresa de desarrollo de videojuegos canadiense con sede en Montreal. Este estudio es bastante conocido por su videojuego Dead by Daylight.

## Historia
La empresa fue fundada en 1992 en la ciudad de Quebec como Megatoon. Dos años más tarde, el actual director general y productor ejecutivo de la empresa, Rémi Racine, cofundó Multimedia Interactive (MMI), con sede en Montreal, para desarrollar software de entretenimiento interactivo para CD-ROM. Ambas empresas se vendieron a Malofilm Communications en 1996 y, un año después, se fusionaron en Behavior Interactive con Racine como director general. En 1997, el estudio lanzó Jersey Devil en PlayStation y luego en Windows. El juego de plataformas en 3D fue el primer juego de consola creado íntegramente en Quebec. Distribuida por Sony, Jersey Devil llamó la atención de Infogrames Entertainment, que se acercó a Behavior para producir lo que se convertiría en Bugs Bunny: Lost in Time, lanzado en 1999.

### Era de Artificial Mind & Movement
En 1999, Racine y algunos inversores volvieron a comprar el estudio, pero tuvieron que cambiarle el nombre, cambiando el nombre en el año 2000 a Artificial Mind & Movement Inc. (A2M). Como A2M, el estudio continuó con sus proyectos de trabajo por encargo, produciendo títulos para clientes como Konami, Sony Computer Entertainment, Ubisoft, Disney Interactive Studios, Nintendo, EA y Activision. En noviembre de 2008, la empresa adquirió Wanako Games, con sede en Santiago, de manos de Activision Blizzard, que solía ser el primer y más grande estudio de videojuegos de Sud-América.  La cual paso a llamarse Behaviour Santiago. Como A2M, el estudio mantuvo su enfoque en la producción de títulos originales, lanzando Scaler (2004), Wet (2009) y Naughty Bear (2010). Este último título tuvo más de 800,000 unidades de consola vendidas y sentó las bases para el innovador juego original del estudio de 2016, Dead by Daylight.

### Segunda era de Behavior Interactive
El 8 de noviembre de 2010, Artificial Mind & Movement anunció que su nombre regresaría a Behavior Interactive. El cambio se debió en parte al aumento de la producción de títulos originales y, por lo tanto, a una presencia más fuerte en la comunidad de jugadores, en parte debido a la disponibilidad del nombre original y en parte a una interpretación obscena particular de las iniciales " A2M".
El estudio ha mantenido sus servicios de trabajo por contrato con clientes importantes mientras continúa invirtiendo en juegos originales. En 2016, Behavior lanzó Dead by Daylight, un juego de terror, acción y supervivencia multijugador publicado por el estudio suizo Starbreeze. Dead by Daylight vendió más de 1 millón de copias en sus primeros dos meses y ahora cuenta con más de 50 millones de jugadores en todo el mundo. En 2018, Behaviour compró los derechos de publicación del juego a Starbreeze por 16 millones de dólares. Gracias en gran parte al éxito del juego, Behaviour ha visto crecer sus ingresos de 25 millones de dólares canadienses en 2015, a 225 millones de dólares canadienses en 2021.
En abril de 2022, Behavior anunció la apertura de una nueva oficina en Toronto. El estudio dijo que la oficina tendrá capacidad para al menos 50 empleados que trabajarán en proyectos en las tres unidades de negocios de Behaviour.
En mayo de 2022, se anunció que Behaviour Interactive había adquirido el estudio de desarrollo de juegos con sede en Seattle Midwinter Entertainment.
El próximo gran lanzamiento original de Behaviour, Meet Your Maker, se lanzará en abril de 2023 en PC, PlayStation 4/5 y Xbox One, Series X/S. El juego se anuncia como un "juego post-apocalíptico de construcción y asalto en primera persona donde cada nivel está diseñado por jugadores para jugadores".
En el verano de 2022, Behavior lanzó Hooked on You, un simulador de citas derivado de la franquicia Dead by Daylight, y el juego de lucha cuerpo a cuerpo Flippin Misfits. Ambos juegos se revelaron junto con "Meet Your Maker" en la primera presentación de Behavior Beyond de lanzamientos próximos y nuevos, transmitida en agosto de 2022.
En febrero de 2023, se anunció que Behavior había adquirido el desarrollador de videojuegos con sede en el Reino Unido SockMonkey Studios, que ahora paso a denominarse Behaviour UK - North.
En marzo de 2023, se anunció que se estaba desarrollando una película basada en Dead by Daylight, con Blumhouse Productions, Atomic Monster y Striker Entertainment como coproductores.
En julio de 2023, Behavior anunció la apertura de un nuevo estudio en Truro, Cornwall, que se llamará Behavior UK - South.
En agosto de 2023, Behavior adquirió el desarrollador de videojuegos Codeglue, con sede en Holanda, que pasará a llamarse Behavior Rotterdam.

### Unidades de negocios
Las operaciones de Behaviour se dividen en tres unidades de negocio: Estudios, Digital y Soluciones Empresariales. Su unidad Studios ofrece servicios de desarrollo por contrato a las principales marcas de la industria de los videojuegos y el entretenimiento, como Disney, Sony, Activision, Warner Bros., Ubisoft, HBO y Nintendo. Su unidad Digital produce el contenido original de Behaviour, incluido "Dead by Daylight". La Unidad de Soluciones Empresariales de Behaviour aplica tecnología de juegos con fines comerciales para clientes corporativos como Bombardier, CAE y CN Rail.

### Abolición del Crunch Time
Behavior Interactive llegó a los titulares como uno de los primeros estudios de videojuegos en abolir el crunch time, una práctica controvertida pero generalizada en la industria de los videojuegos que requiere que los empleados trabajen más horas, a menudo sin remuneración, para cumplir hitos del proyecto. La política ayudó a Behavior a obtener su designación como uno de los mejores lugares para trabajar de Canadá por gamesindustry.biz en 2018 y nuevamente en 2021 y 2022.

## Títulos

### como Artificial Mind & Movement
| Game title                                       | Year released | Platform                  | Publisher                              |
| ------------------------------------------------ | ------------- | ------------------------- | -------------------------------------- |
| El Grinch                                        | 2000          | PS, PC, DC                | Konami                                 |
| Bugs Bunny & Taz: La Espiral del Tiempo          | 2000          | PS, PC                    | Infogrames                             |
| Smurf Racer!                                     | 2001          | PS                        | Infogrames                             |
| Monsters, Inc. Scare Island                      | 2001          | PS, PS2, PC               | Sony Computer Entertainment            |
| Ice Age                                          | 2002          | GBA                       | Ubisoft                                |
| Scooby-Doo! Mystery Mayhem                       | 2003          | GBA, PS2, GC, Xbox        | THQ                                    |
| Carmen Sandiego: The Secret of the Stolen Drums  | 2004          | PS2, GC, Xbox             | BAM! Entertainment                     |
| Home on the Range                                | 2004          | GBA                       | Buena Vista Games                      |
| Disney's Kim Possible 2: Drakken's Demise        | 2004          | GBA                       | Buena Vista Games                      |
| Scaler                                           | 2004          | PS2, GC, Xbox             | Take-Two Interactive                   |
| Get On Da Mic                                    | 2004          | PS2                       | Eidos Interactive                      |
| Lizzie McGuire 2: Lizzie Diaries                 | 2004          | GBA                       | Buena Vista Games                      |
| Disney Move                                      | 2004          | PS2 EyeToy                | Buena Vista Games                      |
| Scooby-Doo! Unmasked                             | 2005          | GBA, PS2, GC, Xbox, DS    | THQ                                    |
| Disney's Kim Possible 3: Team Possible           | 2005          | GBA                       | Buena Vista Games                      |
| That's So Raven 2: Supernatural Style            | 2005          | GBA                       | Buena Vista Games                      |
| everGirl... your way to play!                    | 2005          | GBA, PC                   | THQ                                    |
| Chicken Little                                   | 2005          | GBA                       | Buena Vista Games                      |
| Teen Titans                                      | 2005          | GBA                       | Majesco Entertainment                  |
| Ed, Edd n Eddy: The Mis-Edventures               | 2005          | GBA, PC, PS2, GC, Xbox    | Midway Games                           |
| Flow: Urban Dance Uprising                       | 2005          | PS2                       | Ubisoft                                |
| Disney's Kim Possible: Kimmunicator              | 2005          | DS                        | Buena Vista Games                      |
| Teen Titans                                      | 2006          | PS2, GC, Xbox             | THQ, Majesco Entertainment             |
| Monster House                                    | 2006          | PS2, GC, GBA, DS          | THQ                                    |
| The Ant Bully                                    | 2006          | Wii, PS2, GC, GBA, PC     | Midway Games                           |
| The Suite Life of Zack & Cody: Tipton Caper      | 2006          | GBA                       | Buena Vista Games                      |
| The Suite Life of Zack & Cody: Tipton Trouble    | 2006          | DS                        | Buena Vista Games                      |
| Teen Titans 2: The Brotherhood's Revenge         | 2006          | GBA                       | Majesco Entertainment                  |
| Disney's Kim Possible: What's the Switch?        | 2006          | PS2                       | Buena Vista Games                      |
| Los Sims 2: mascotas                             | 2006          | GBA                       | EA                                     |
| Happy Feet                                       | 2006          | DS, Wii, PS2, GC, GBA, PC | Midway Games                           |
| Disney's Kim Possible: Global Gemini             | 2007          | DS                        | Buena Vista Games                      |
| Drake & Josh                                     | 2007          | GBA                       | THQ                                    |
| Enchanted: Once Upon Andalasia                   | 2007          | GBA                       | Buena Vista Games                      |
| High School Musical: Livin' the Dream            | 2007          | GBA                       | Buena Vista Games                      |
| High School Musical: ¡Prepárate para el musical! | 2007          | DS, Wii, PS2              | Buena Vista Games                      |
| Spider-Man: Amigo o Enemigo                      | 2007          | DS, PSP                   | Activision                             |
| The Suite Life of Zack & Cody: Circle of Spies   | 2007          | DS                        | Disney Interactive Studios             |
| Power Rangers: Super Legends                     | 2007          | DS, PS2, PC               | Disney Interactive Studios             |
| High School Musical: Sing It!                    | 2007          | PS2, Wii                  | Disney Interactive Studios             |
| La brújula dorada                                | 2007          | DS                        | Sega                                   |
| High School Musical 2: Work This Out!            | 2008          | DS                        | Disney Interactive Studios             |
| Iron Man                                         | 2008          | DS, Wii, PS2, PSP, PC     | Sega                                   |
| The Mummy: Tomb of the Dragon Emperor            | 2008          | DS                        | Vivendi Games                          |
| Mercenaries 2: World in Flames                   | 2008          | PS2                       | Electronic Arts                        |
| Transformers Animated: The Game                  | 2008          | DS                        | Activision                             |
| Kung Fu Panda: Legendary Warriors                | 2008          | DS, Wii                   | Activision                             |
| El Señor de los Anillos: la conquista            | 2009          | DS                        | EA                                     |
| MySims Racing                                    | 2009          | DS, Wii                   | EA                                     |
| Scene It? Bright Lights! Big Screen!             | 2009          | PS3, X360, Wii            | Warner Bros. Interactive Entertainment |
| Ice Age: Dawn of the Dinosaurs                   | 2009          | DS                        | Activision                             |
| Indiana Jones y el Cetro de los Reyes            | 2009          | DS, Wii, PS2              | LucasArts                              |
| Shorts                                           | 2009          | DS                        | Majesco Entertainment                  |
| Wet                                              | 2009          | PS3, X360                 | Bethesda Softworks                     |
| Dante's Inferno                                  | 2010          | PSP                       | EA                                     |
| Revenge of the Wounded Dragons                   | 2010          | PS3                       | Sony Computer Entertainment            |
| Naughty Bear                                     | 2010          | PS3, X360                 | 505 Games                              |
| 3D Ultra Minigolf Adventures 2                   | 2010          | PS3, X360                 | Konami                                 |

### como Behaviour Interactive
| Game title                                        | Year released | Platform                                                          | Publisher                                                          |
| ------------------------------------------------- | ------------- | ----------------------------------------------------------------- | ------------------------------------------------------------------ |
| Jersey Devil                                      | 1997          | PS, PC                                                            | - NA Sony Computer Entertainment - EU Ocean Software               |
| Bugs Bunny: Perdido en el Tiempo                  | 1999          | PS, PC                                                            | Infogrames                                                         |
| MySims SkyHeroes                                  | 2010          | X360, Wii, PS3, DS                                                | EA                                                                 |
| Doritos Crash Course                              | 2010          | X360                                                              | Microsoft Studios                                                  |
| Tetris                                            | 2011          | PSN (PS3)                                                         | EA                                                                 |
| Monkey Quest                                      | 2011          | PC                                                                | Nickelodeon                                                        |
| Ghostbusters: Sanctum of Slime                    | 2011          | PSN (PS3), XLA (X360), PC                                         | Atari                                                              |
| Rango: The Video Game                             | 2011          | X360, Wii, PS3, DS                                                | EA Paramount Digital Entertainment                                 |
| Transformers: Dark of the Moon                    | 2011          | Wii, 3DS, DS                                                      | Activision                                                         |
| Wipeout in the Zone                               | 2011          | X360                                                              | Activision                                                         |
| Alvin y las ardillas 3                            | 2011          | Wii, DS, X360                                                     | - NA Majesco Entertainment - EU 505 Games                          |
| Victorious: Hollywood Arts Debut                  | 2011          | DS                                                                | D3 Publisher                                                       |
| Voltron: Defender of the Universe                 | 2011          | PSN (PS3), XLA (X360)                                             | THQ                                                                |
| Brave: The Video Game                             | 2012          | Wii, DS, PS3, X360, PC                                            | Disney Interactive Studios                                         |
| Ice Age: Continental Drift – Arctic Games         | 2012          | Wii, 3DS, DS, X360                                                | Activision                                                         |
| Wipeout 3                                         | 2012          | Wii, Wii U, X360                                                  | Activision                                                         |
| Naughty Bear: Panic in Paradise                   | 2012          | PSN (PS3), XLA (X360)                                             | 505 Games                                                          |
| Monsters University                               | 2013          | iOS, Android                                                      | Disney Mobile                                                      |
| After Earth                                       | 2013          | iOS, Android                                                      | Reliance Games                                                     |
| Doritos Crash Course 2                            | 2013          | X360                                                              | Microsoft Studios                                                  |
| Disney's Planes                                   | 2013          | Wii, Wii U                                                        | Disney Interactive Studios                                         |
| Pacific Rim: The Mobile Game                      | 2013          | iOS, Android                                                      |                                                                    |
| Phineas and Ferb: Quest for Cool Stuff            | 2013          | Wii, Wii U, 3DS, DS, X360                                         | - NA Majesco Entertainment - EU 505 Games                          |
| SpongeBob SquarePants: Plankton's Robotic Revenge | 2013          | Wii, Wii U, 3DS, DS, PS3, X360                                    | Activision                                                         |
| Zoo Tycoon: Friends                               | 2014          | Windows 8, Windows Phone                                          | Microsoft Studios                                                  |
| Middle-earth: Shadow of Mordor                    | 2014          | PS3, X360                                                         | Warner Bros. Interactive Entertainment                             |
| Pro Feel Golf                                     | 2015          | iOS, Android                                                      | Behaviour Interactive                                              |
| SpongeBob HeroPants                               | 2015          | 3DS, PS Vita, X360                                                | Activision                                                         |
| Home: Boov Pop!                                   | 2015          | iOS, Android                                                      | Behaviour Interactive                                              |
| Fallout Shelter                                   | 2015          | iOS, Android, PC, Switch, PS4, XOne                               | Bethesda Softworks                                                 |
| The Peanuts Movie: Snoopy's Grand Adventure       | 2015          | 3DS, PS4, Wii U, X360, XOne                                       | Activision                                                         |
| Dead by Daylight                                  | 2016          | Android, iOS, PC, Switch, PS4, PS5, Stadia, XOne, Xbox Series X/S | Starbreeze Studios (2016 - 2018) / Behaviour Interactive (2018 - ) |
| Warhammer 40,000: Eternal Crusade                 | 2016          | PC                                                                | Bandai Namco                                                       |
| Love & Hip Hop The Game                           | 2016          | iOS, Android                                                      | Behaviour Interactive                                              |
| Halo Wars: Definitive Edition                     | 2016          | XOne, PC                                                          | Microsoft Studios                                                  |
| Assassin's Creed: Rebellion                       | 2017          | iOS, Android                                                      | Ubisoft                                                            |
| Westworld                                         | 2018          | iOS, Android                                                      | Warner Bros. Interactive Entertainment                             |
| Deathgarden                                       | 2018-2019     | PS4, XOne, PC                                                     | Behaviour Interactive                                              |
| Game of Thrones: Beyond the Wall                  | 2020          | iOS, Android                                                      | Behaviour Interactive                                              |
| Hooked on You: A Dead by Daylight Dating Sim™     | 2022          | PC                                                                | Behaviour Interactive                                              |
| Meet Your Maker                                   | 2023          | PC, PS4, PS5, XOne, Xbox Series X/S                               | Behaviour Interactive                                              |
| Silent Hill: Ascension                            | TBA           | TBA                                                               | Konami                                                             |

## Demanda por infracción de Bethesda
El 21 de junio de 2018, Bethesda Softworks demandó a Warner Bros. Interactive Entertainment y Behaviour Interactive por Westworld, un juego móvil basado en la serie de televisión de ciencia ficción Westworld, alegando que el juego es una "estafa descarada" de Fallout Shelter, otro juego móvil, desarrollado conjuntamente por Behaviour.
En una demanda presentada en un Tribunal de Distrito de los Estados Unidos para el Distrito de Maryland, Bethesda alega que "Westworld" "tiene el mismo diseño de juego, estilo artístico, animaciones, características y otros elementos de juego iguales o muy similares" que Refugio nuclear. Bethesda presentó una demanda por infracción de derechos de autor, incumplimiento de contrato y apropiación indebida de secretos comerciales, solicitando un juicio con jurado y daños y perjuicios. La demanda también alega que "Westworld" reprodujo de manera idéntica algunos errores de software que estaban originalmente presentes en "Fallout Shelter". La demanda se resolvió en enero de 2019 en términos amistosos.